# イタルデザイン・ジウジアーロ
座標: 北緯44度58分14秒 東経7度42分34秒 / 北緯44.970628度 東経7.709398度
イタルデザイン・ジウジアーロ (Italdesign Giugiaro S.p.A.) は、ジョルジェット・ジウジアーロによって設立されたイタリアのデザイン会社である。「イタルデザイン」の名では自動車のデザインを専門に行っており、その他の分野は同社の「ジウジアーロ・デザイン」部門が手掛ける。
2010年8月9日、フォルクスワーゲングループの一員であるランボルギーニが、当社株式の90.1％と「イタルデザイン」のブランド名および当社が持つ特許に係る権利を取得した。残りの株式は2015年6月28日にアウディに売却され、また同日をもってジョルジェットも当社を退職した。

## 主なコンセプトカー

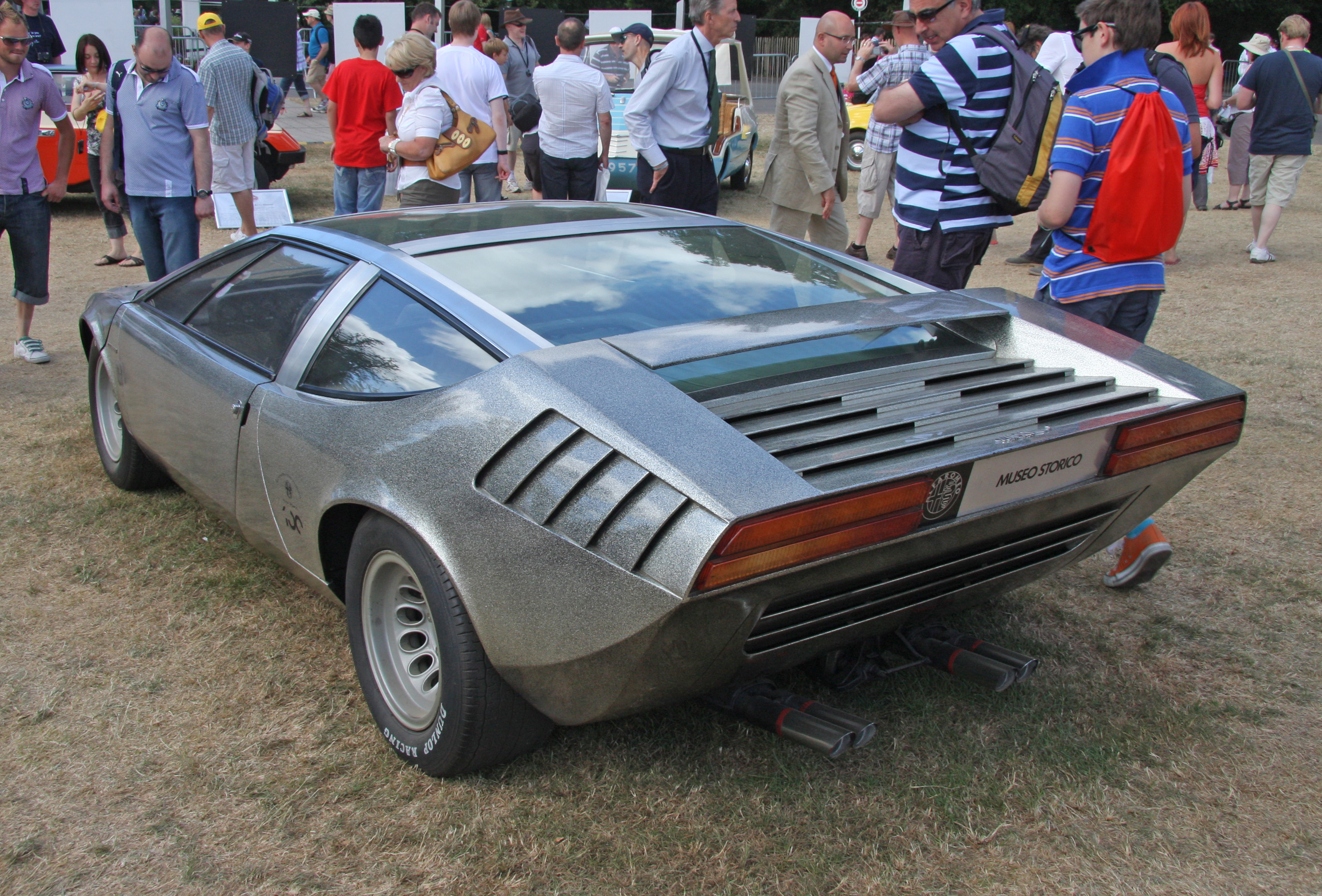
アルファロメオ・イグアナ 1969年
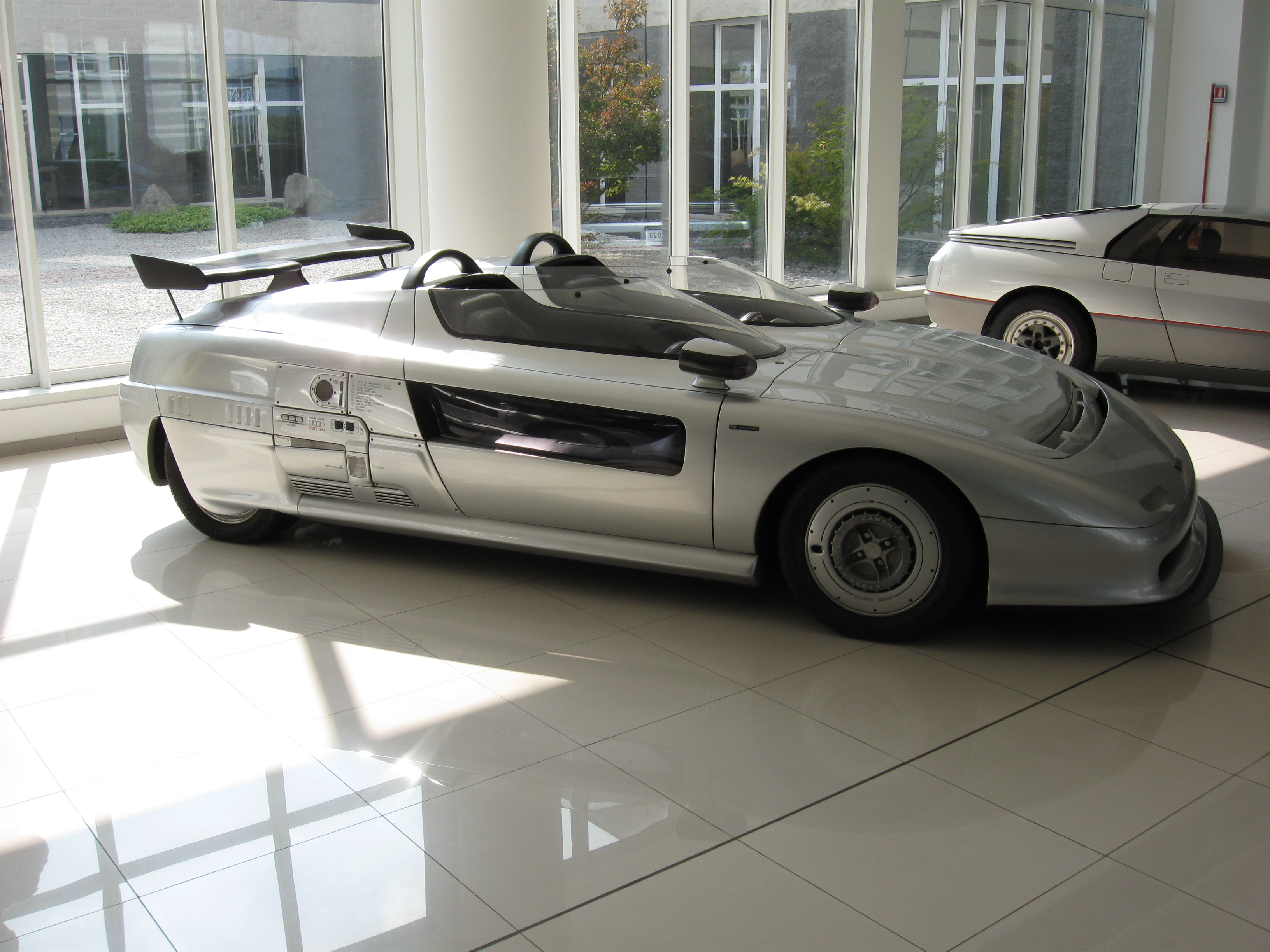
イタルデザイン・アズテック
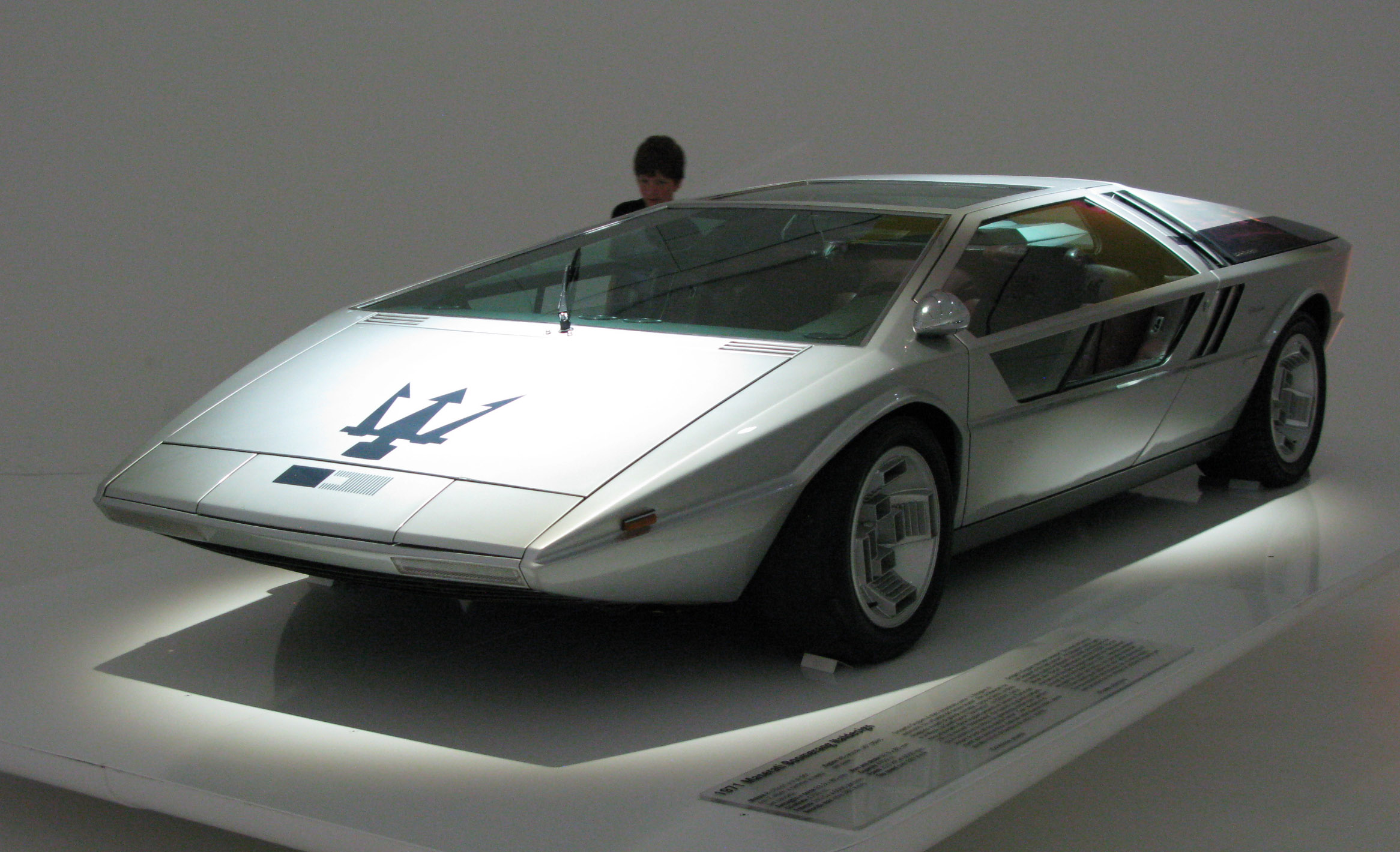
マセラティ・ブーメラン 1971年
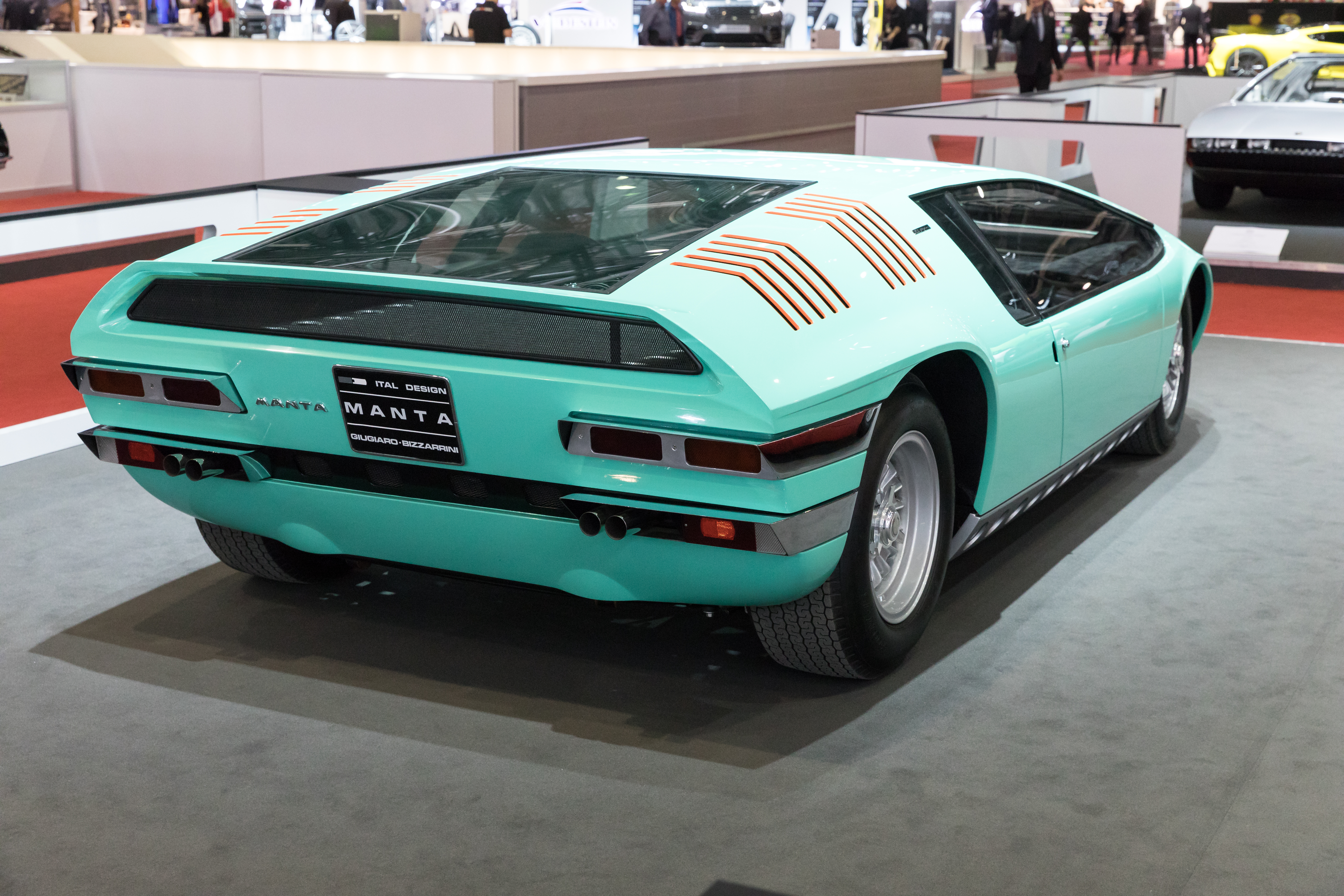
Bizzarrini Manta
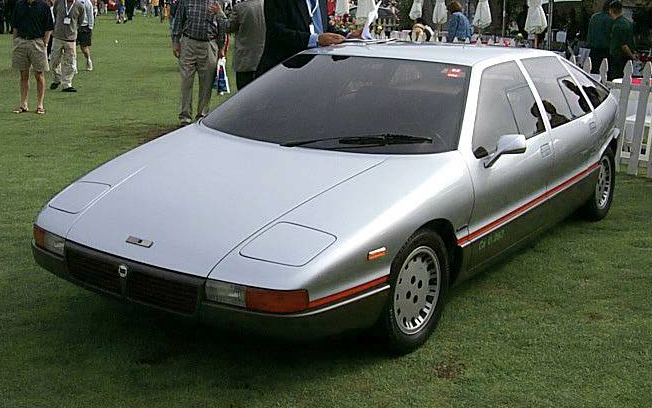
ランチア・メデューサ 1980年
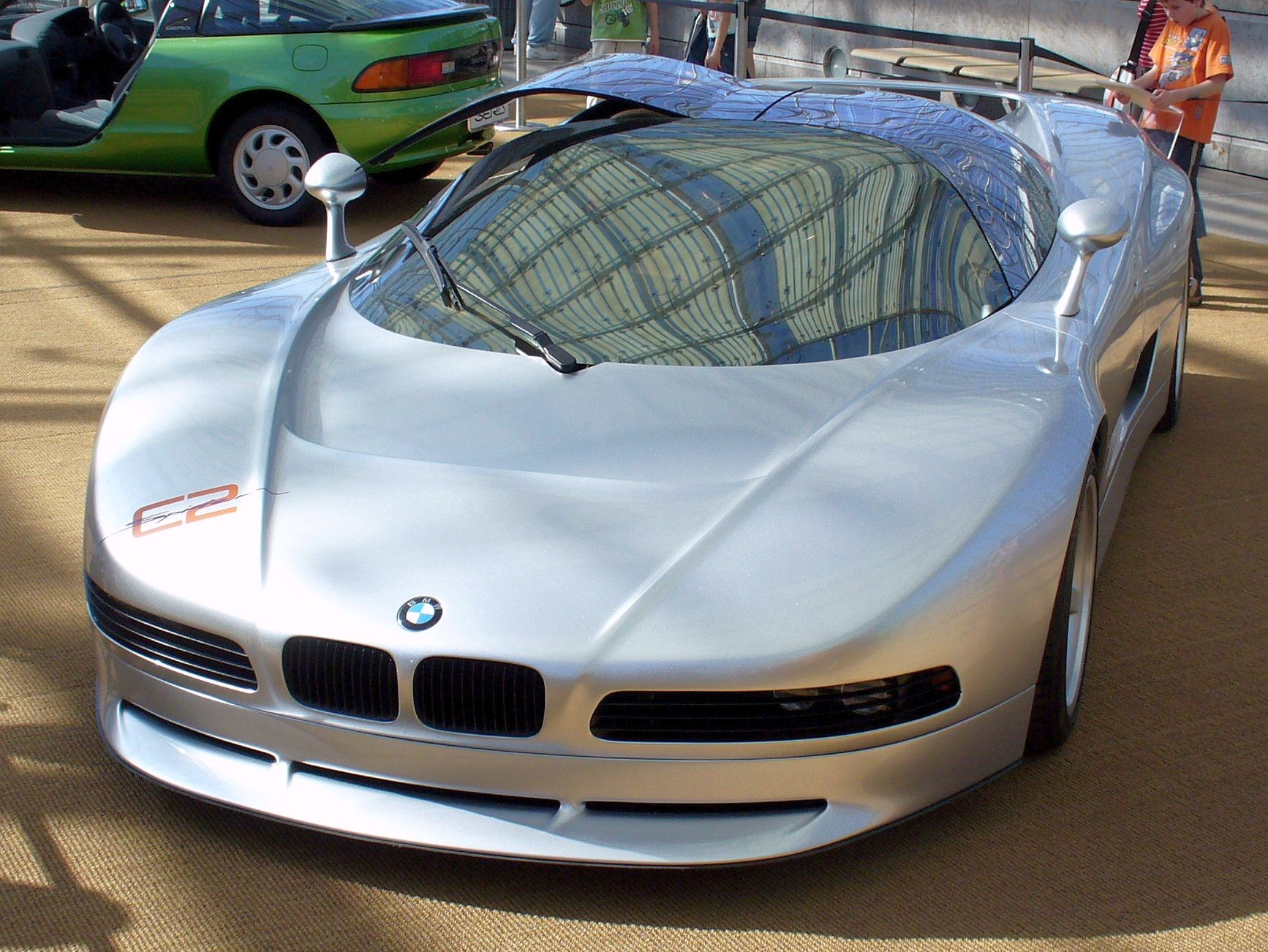
BMW・ナスカ C2 (BMW Nazca C2) 1991年
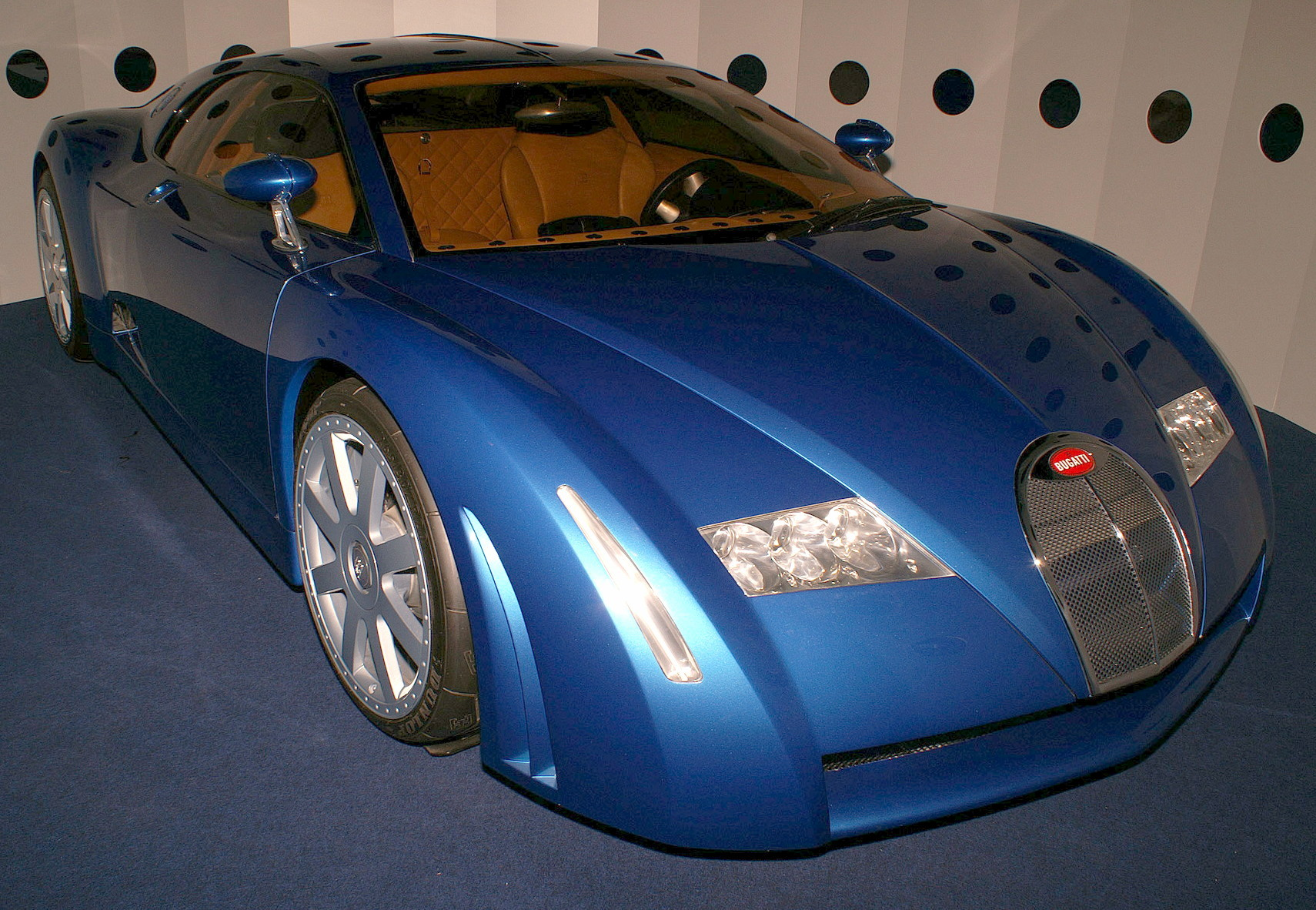
ブガッティ・EB18/3シロン
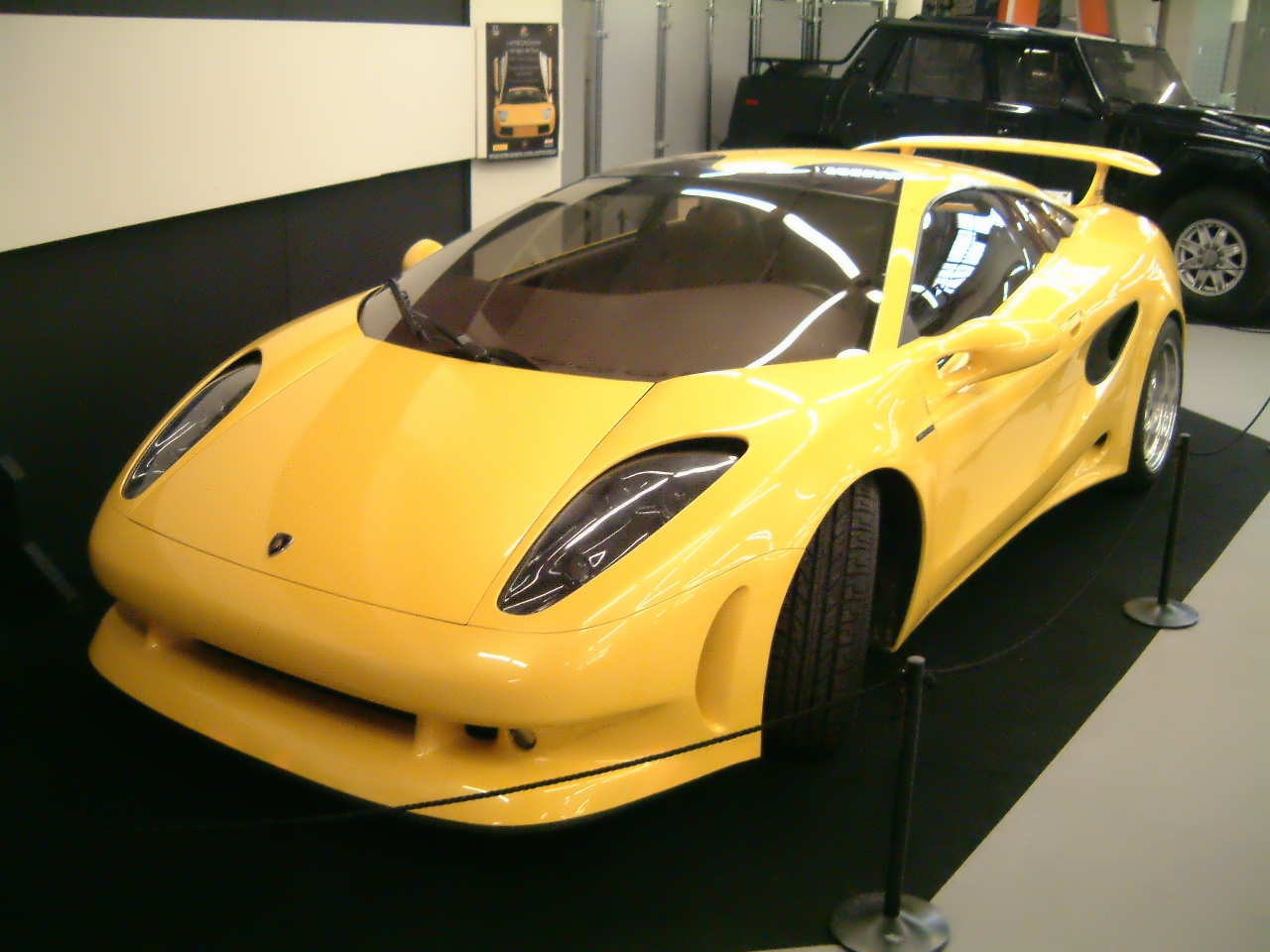
ランボルギーニ・カラ (Lamborghini Cala) 1995年
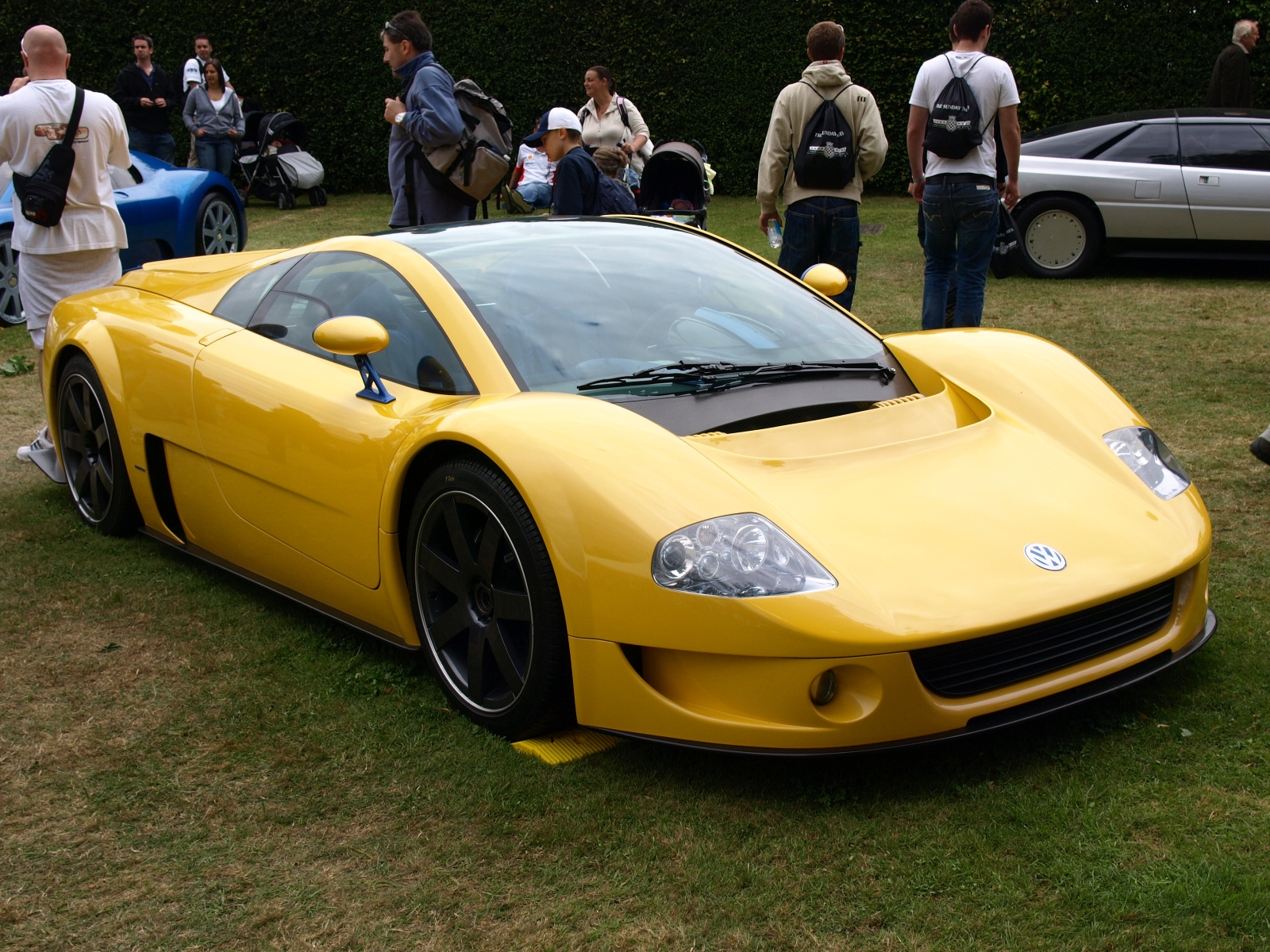
フォルクスワーゲン・W12 (Volkswagen W12) 1997年
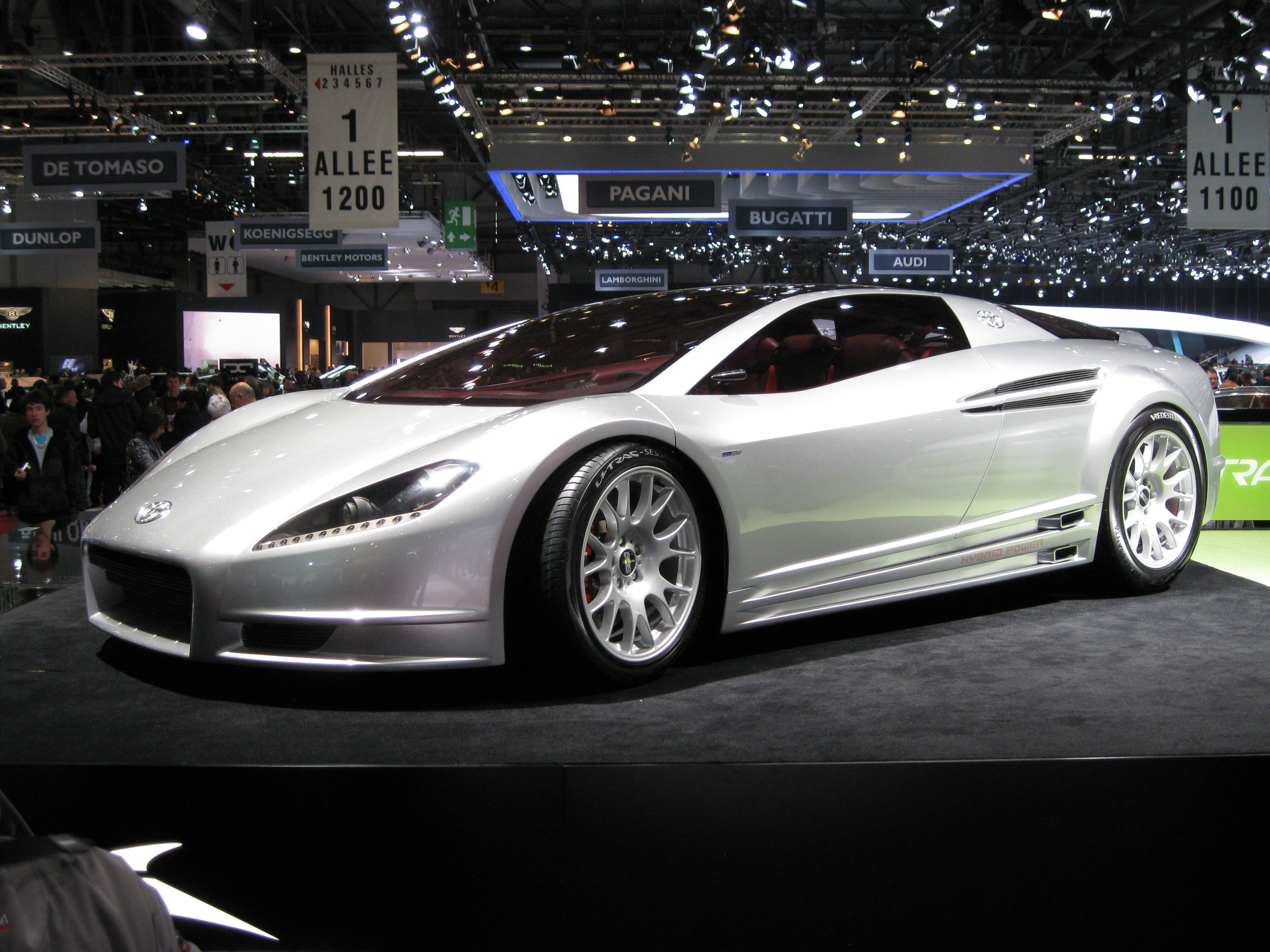
トヨタ・アレッサンドロ・ボルタ (Toyota Alessandro Volta) 2004年
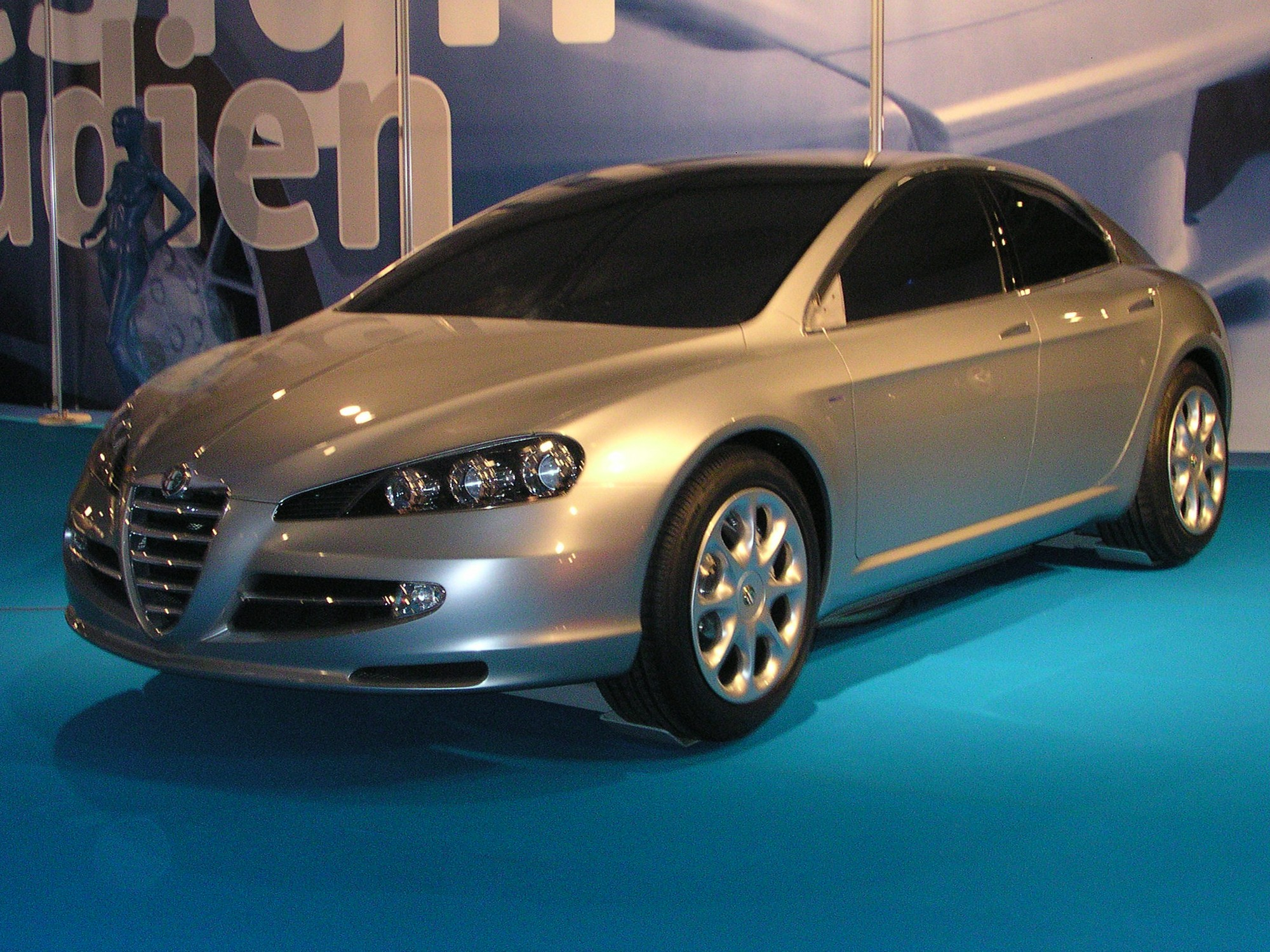
アルファロメオ・ヴィスコンティ (Alfa Romeo Visconti) 2004年
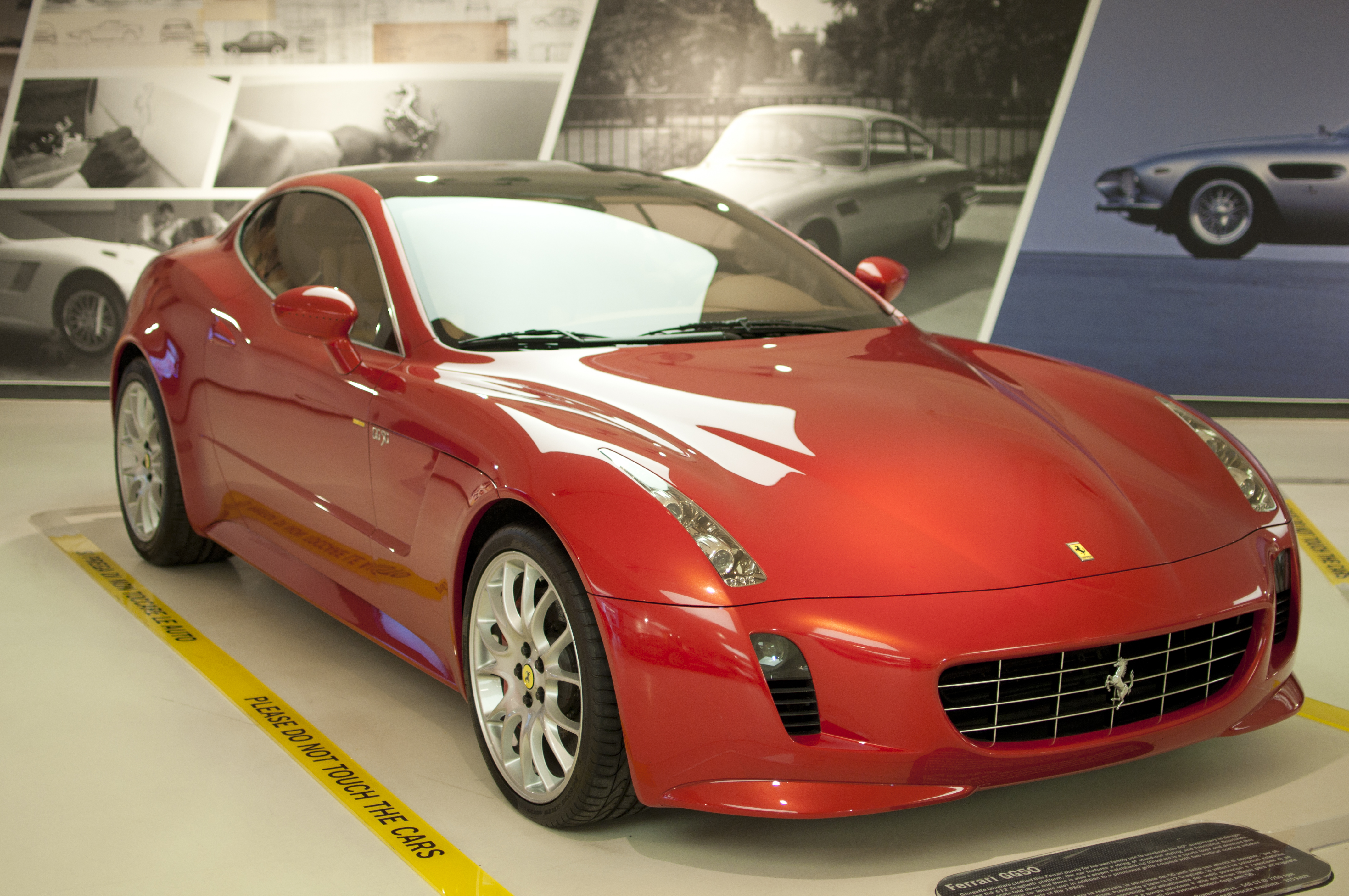
Ferrari GG50　2005年
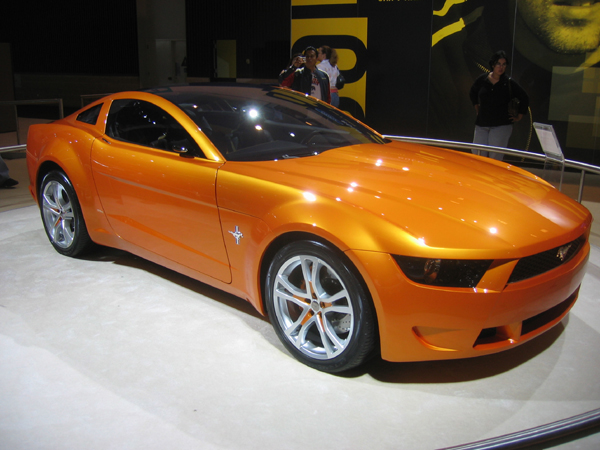
Giugiaro Ford Mustang 2006年
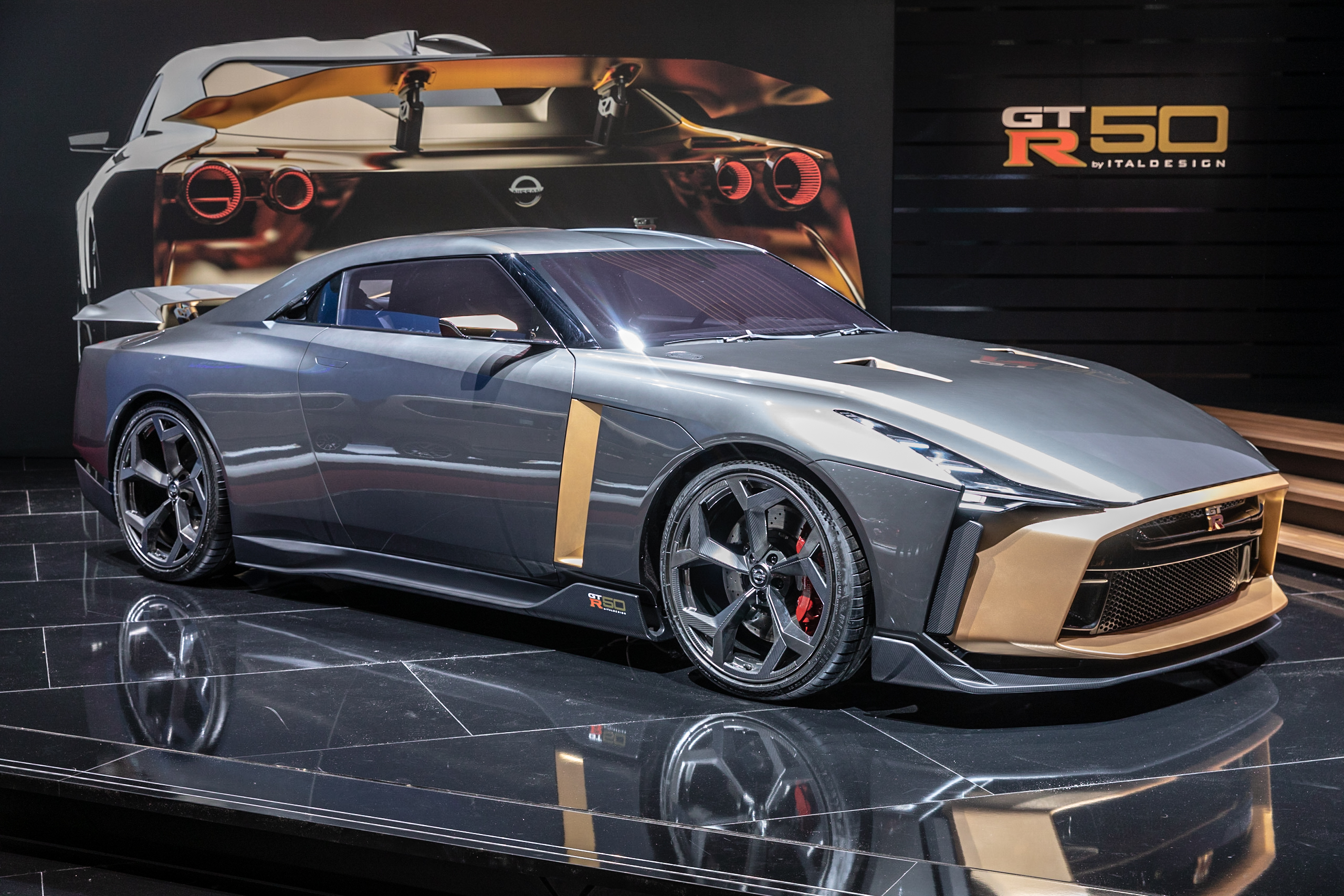
日産・GT-R50 by Italdesign 2018年

## 主な量産車（商用車を含む）
- スズキ・キャリイ 1969年
- ロータス・エスプリ 1972年
- フォルクスワーゲン・ゴルフ 1974年
- ヒュンダイ・ポニー 1975年
- ランチア・デルタ 1979年
- フィアット・パンダ 1980年
- いすゞ・ピアッツァ 1981年
- デロリアン・DMC-12 1981年
- フィアット・ウーノ 1983年
- トヨタ・カローラ 1983年 - ※AE85/86型は除く
- サーブ9000 1984年
- いすゞ・ジェミニ 1985年
- スバル・アルシオーネSVX 1991年
- トヨタ・アリスト / レクサス・GS 1991年
- フィアット・プント 1993年
- GM大宇・マティス 1998年
- マセラティ・3200GT 1998年
- ダイハツ・ムーヴ 1998年 - ※ムーヴカスタムは除く
- ダイハツ・アトレー / ダイハツ・ハイゼットカーゴ / ダイハツ・ハイゼットデッキバン 1999年 - ※アトレーカスタムは除く
- スズキ・SX4（フィアット・セディチ） 2006年
- サンヨン・コランド（コランドC） 2010年
- イタルデザイン・ゼロウノ 2018年

## 鉄道車両
- イタリア国鉄
  - ETR460
  - ETR470
  - ETR480
  - ETR600/ETR610
  - ヌオーヴォ・トラスポルト・ヴィアッジャトーリのAGV
- 高雄捷運
  - 高雄捷運Urbos電車（Urbosの高雄ライトレール向け車両）

## その他
- セイコー
- ニコン
  - ニコンF3
  - ニコンEM
  - ニコンF4
  - ニコノスRS
  - ニコンF5
  - ニコンF6
  - ニコンD3
  - ニコンD800/D800E
  - ニコンD4
- ダイワ精工 チームダイワベイトキャスティングリール（TD-S、X、Z）シリーズ
- ソニー・ファミリークラブ CDラジオ『Celebrity D-3000』
- FNN NEWSCOMセット（フジテレビ系、1990年 - 1991年）
- 三菱重工 ビーバーエアコン1991年秋冬モデル（室内機・リモコン）
- 岡村製作所 デスクチェア 『コンテッサ』『バロン』
- SHOEI ヘルメット『Z100』『GX-1』
- ブリヂストンサイクル『ブルゾン』『モンテカルロ ジウジアーロヴァージョン』
- ピエトロ・ベレッタ 銃器 『M9000S』『Px4Storm』『Cx4Storm』『M90TWO』
- DOP指定のバルサミコ酢ボトル
- 太陽誘電 That'sオーディオカセットテープ『SUONO』シリーズ

## Sources
- “Info - Contacts”. italdesign.it.   Italdesign Giugiaro S.p.A (2011年). 2011年7月7日時点のオリジナルよりアーカイブ。2011年2月22日閲覧。
- “Italdesign History”. www.conceptcarz.com.   conceptcarz.com (2011年). 2012年3月19日時点のオリジナルよりアーカイブ。2011年2月22日閲覧。
- “Services”. italdesign.it.   Italdesign Giugiaro S.p.A (2011年). 2011年7月7日時点のオリジナルよりアーカイブ。2011年2月22日閲覧。*"Volkswagen Group completes acquisition of majority shareholding in Italdesign Giugiaro" (Press release). VOLKSWAGEN AG. 9 August 2010. 2011年7月17日時点のオリジナルよりアーカイブ。2011年2月22日閲覧。2010-05-25
- "Volkswagen Group takes majority shareholding in Italdesign Giugiaro" (Press release). Italdesign Giugiaro S.p.A. 25 May 2010. 2011年7月8日時点のオリジナルよりアーカイブ。2011年2月22日閲覧。
- "Volkswagen Group takes majority shareholding in Italdesign Giugiaro" (Press release). VOLKSWAGEN AG. 25 May 2010. 2011年7月17日時点のオリジナルよりアーカイブ。2011年2月22日閲覧。